# Tükörneuron
A tükörneuron olyan idegsejt, amely abban az esetben is tüzel, amikor az állat egy bizonyos cselekvést végrehajt, és akkor is, amikor az állat megfigyeli ugyanazt a cselekvést. Tehát az idegsejt mintegy „tükrözi” a másik egyed tevékenységét, mintha azt maga a megfigyelő végezné. Felfedezésükre véletlenül került sor az 1990-es években majmokon végzett, motoros funkciókat vizsgáló kutatások során. Ezután hasonló tulajdonságokkal rendelkező idegsejteket sikerült közvetlenül felfedezni az emberben és madarakban is. Emberben a tükörneuronokkal összhangban álló agyi aktivitást a premotoros kéregben, a supplementaris (kiegészítő) motoros területen, az elsődleges szomatoszenzoros kéregben és az inferior parietális kéregben találtak. 
Néhány kutató szerint a tükörneuronok felfedezése a legfontosabb újdonságok közé tartozik az idegtudományon belül. Köztük van V. S. Ramachandran, aki szerint nagy szerepük lehet az utánzásban és a nyelvelsajátításban. Azonban a mai napig nem készültek olyan széles körben elfogadott idegi vagy számítógépes modellek, amelyek leírnák, hogyan segíti a tükörneuronok aktivitása az olyan kognitív funkciót, mint az utánzás.
A tükörneuron-rendszer konkrét funkcióját továbbra is találgatások övezik. Számos kutató a kognitív idegtudomány és a kognitív pszichológia területéről úgy vélekedik, hogy ez a rendszer biztosítja a fiziológiai mechanizmust a cselekvés-észlelés párosításhoz. Ezen tükörneuronok fontosak lehetnek más emberek cselekedeteinek értelmezésében és új képességek elsajátításában utánzás által. Néhányan azt feltételezik, hogy a tükörneuron-rendszerek a megfigyelt cselekvéseket szimulálják, így hozzájárulnak a tudatteória kialakulásához, míg mások a nyelvi képességekkel hozzák összefüggésbe. Felmerült, hogy bizonyos kognitív rendellenességek (autizmus) hátterében a tükörneuron-rendszer hibája állhat. Azonban továbbra sem világos, hogy a tükörneuron-rendszer működési zavara milyen kapcsolatban áll az autizmus sok fontos jellegzetességével.

## Felfedezés
Az 1980-as és '90-es években Giacomo Rizzolatti együtt dolgozott Giuseppe Di Pellegrinoval, Luciano Fadigával, Leonardo Fogassival és Vittorio Gallesével az olaszországi Parmai Egyetemen. A neurofiziológusok makákó majmokon a kéz és száj mozgatásáért felelős neuronokat vizsgálták, oly módon, hogy a majmok ventrális premotoros kérgébe elektródákat vezettek, miközben az állatoknak tárgyakat kellett megfogni és azokkal műveleteket végrehajtani. Minden kísérlet során egyetlen neuron aktivitását regisztrálták, miközben a majom táplálékért nyúlt, így a kutatók képesek voltak mérni az idegsejt aktivitását bizonyos mozgások során. Felfedezéseiket kezdetben a Nature folyóiratnak küldték, azonban visszautasították, arra hivatkozva, hogy nem tart közérdeklődésre számot. Észrevették, hogy némelyik neuron a vizsgáltak közül aktivitást mutatott, akkor is, amikor a majom megfigyelte, ahogy valaki felvesz egy darab ételt, és akkor is, amikor a majom nyúlt az ételért.
Néhány évvel később ugyanez a kutatócsoport publikált egy empirikus tanulmányt, melyben a tükörneuron-rendszer szerepét tárgyalták a cselekvés-észleléssel kapcsolatban. Felvetették, hogy az emberben Broca-területként ismert régióval homológ terület a majmok ventrális premotoros kérge.
További kísérletek megerősítették, hogy a majmok inferior frontális és inferior parietális kérgében a neuronok 10%-a rendelkezik ”tükör” tulajdonságokkal, azaz hasonló válaszokat adnak a véghezvitt és a megfigyelt kézmozdulatokra. Újabban Christian Keysers és kollegái bizonyították, hogy a majmoknál és az embernél is aktiválódik a tükörneuron-rendszer egyes cselekvések hangjára.
Széles körben jelentek meg bizonyított tanulmányok a tükörneuronok felfedezéséről mind az inferior frontalis és inferior parietális agyterületeken. Újabban a funkcionális képalkotó eljárások eredményei alapján arra lehet következtetni, hogy emberben is hasonló tükörneuron-rendszerek találhatóak. Kutatóknak sikerült azonosítani olyan agyterületeket, amelyek reakciót adnak a cselekvés elvégzése és ugyanazon cselekvés megfigyelése esetén is. Nem meglepő módon ezen agyterületek között megtalálhatók a makákó majmokban azonosított agyterületek is. A funkcionális mágneses rezonancia vizsgálattal (fMRI) az agy egésze vizsgálható egyszerre és ezek alapján úgy tűnik, hogy az előzőleg feltételezettnél jóval nagyobb kiterjedésű agyterületek rendelkeznek a tükörneuronokra jellemző tulajdonságokkal. Ezek a területek magukban foglalják a szomatoszenzoros kérget és feltételezések szerint abban vesznek részt, hogy a megfigyelőnek elképzelése legyen arról, hogy milyen érzés lehet egy megfigyelt cselekvést véghezvinni.

## Majmokban

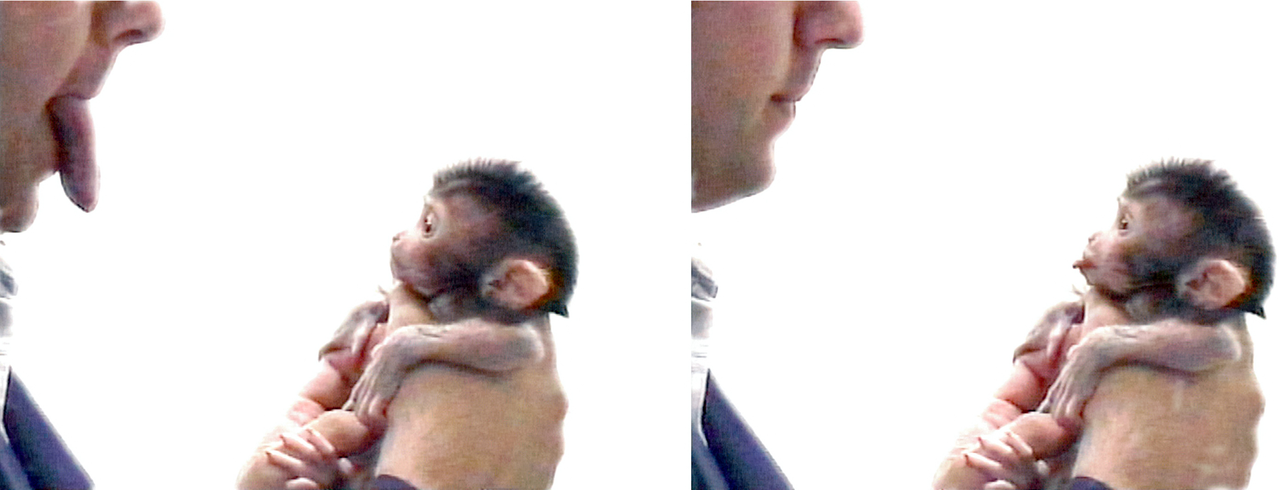
Újszülött makákó arckifejezéseket utánoz

Az első faj, amelyben egyedi tükörneuronokat vizsgáltak, a makákó volt. Ezekben a majmokban a tükörneuronokat az inferior frontalis gyrusban (F5-ös régió) és az inferior parietális lebenyben lokalizálták.
A tükörneuronok a feltételezések szerint a többi állat viselkedésének megértésében játszanak szerepet. Például, az a tükörneuron, amelyik akkor mutat aktivitást, amikor az állat elszakít egy darab papírt, szintén tüzelni fog, amikor az állat látja, ahogyan valaki elszakítja a papírt, vagy ha hallja a szakítás hangját (akkor is, ha nem látja). Ezek a tulajdonságok arra a következtetésre vezették a kutatókat, hogy a tükörneuronok a cselekvésekről elvont fogalmakat kódolnak, mint amilyen a ”papír elszakítása”, attól függetlenül, hogy azt az állat maga végzi vagy egy másik. A tükörneuronok funkciója a makákók esetében nem ismert.
Felnőtt egyedek nem tanulnak utánzás által. Friss kutatások szerint a fiatal makákók képesek egy ember arcmozgásait utánozni, azonban csak újszülött korban és egy jól behatárolt időszakaszban. Azonban az kérdéses, hogy a tükörneuron-rendszer állna ennek a viselkedésnek a hátterében.
Felnőtt majmoknál a tükörneuronok képessé tehetik az állatot arra, hogy felfogják, mit csinál a másik egyed, és értelmezzék a többiek cselekedeteit.

## Embernél

Az emberi agy sematikus ábrája. Az inferior frontális lebeny a kék terület alsó része, a superior parietális lebeny a sárga terület felső része.

Emberi agyban nem lehetséges egyedi idegsejtek közvetlen vizsgálata, ezért a legtöbb bizonyíték csak közvetett módon áll rendelkezésre az emberi tükörneuron-rendszerről. Orvosi képalkotó eljárásokkal végzett vizsgálatok (fMRI) során kiderült, hogy az agyban az inferior frontalis és a superior parietális kérgek aktívak azokban az esetekben, amikor valaki elvégez egy mozdulatot, és amikor látja, hogy más valaki elvégzi ugyanazt a cselekvést. Feltételezik, hogy ezek az agyterületek tartalmaznak tükörneuronokat, így ezeket a régiókat sorolják az emberi tükörneuron-rendszerhez.
Egy 2010-ben publikált tanulmány beszámol olyan emberi agysejt-vizsgálatról, melyben tükörneuron tulajdonságokkal rendelkező idegsejteket vizsgáltak. Mukamel és munkatársai 21 terápiarezisztens epilepsziában szenvedő beteg agyából regisztráltak méréseket, akiket a Ronald Reagan UCLA Medical Centeben kezeltek. A betegek agyába intrakraniális, azaz koponyán belüli elektródát vezettek, annak érdekében, hogy a rohamokat kiváltó gócokat felfedezzék, egy lehetséges műtéti beavatkozáshoz. Az elektródák elhelyezése a klinikai kritériumoknak megfelelően történt; a kutatók a betegek hozzájárulásával ugyanazokat az elektródákat használták a kísérletükhöz, amivel a diagnosztikai eljárást végezték. A kísérlet három részből állt: arckifejezések változtatása, tárgyak megfogása és egy kontroll kísérlet. Összesen 1177 egyedi idegsejt aktivitását regisztrálták a 21 páciensnél, miközben a betegek megfigyeltek és kiviteleztek fogási mozdulatokat és arckifejezéseket. A megfigyelési szakaszban a betegeknek számítógépen mutattak be különféle mozdulatokat. A kivitelezési fázisban a betegeknek azt a mozdulatot kellett végrehajtaniuk, amit írott szó formájában láttak. A kontroll fázis során ugyanazok a szavak kerültek levetítésre, azonban a betegeknek nem volt szabad a cselekvést végrehajtaniuk. A kutatók kis számban olyan neuronokra leltek, amelyek tüzeltek, vagy a legnagyobb aktivitást mutatták egyaránt a cselekvés megfigyelése és elvégzése közben. Más neuronok ellentétes tükör-hatást mutattak. Ezek az idegsejtek aktívak voltak, miközben a kísérleti személy látta a cselekvést, azonban gátlódtak, mikor ugyanazt a mozdulatot végrehajtotta.
A felfedezett tükörneuronok a kiegészítő motoros területen és a mediális temporális kéregben helyezkedtek el (más agyterületeket nem vizsgáltak). Tisztán gyakorlati okokból ezek az agyterületek nem azonosak azokkal a területekkel, amelyekben a majomvizsgálatok során kimutatták a tükörneuronok jelenlétét. A Parmai Egyetem kutatói a ventrális premotoros kérget és a hozzá kapcsolódó inferior parietális lebenyt vizsgálták, azonban ezeken a területeken epilepszia ritkán jelentkezik, így ezeknek az agyterületeknek a vizsgálata nem jellemző emberben. Másrészről ez idáig nem történt kutatás tükörneuronok után a majom medialis temporális lebenyében sem a kiegészítő motoros területen. Összességében, az eredmények nem azt sugallják, hogy a majmok és emberek agyában eltérő helyen lennének jelen a tükörneuronok, sokkal inkább azt, hogy lehetnek mindkét eddig feltárt régióban – a ventrális premotoros kéregben és az inferior parietális lebenyben, mint a majomnál, és a kiegészítő motoros területen és a temporális mediális lebenyben, mint ahogy az emberben. Ezt sugallják azok a részletes emberi fMRI vizsgálatok, amelyek az összes fent említett területen a tükörneuronokkal összeegyeztethető aktivitást mutatnak.

## A tükörneuronokat övező kétségek
Egy közelmúltban megjelent szemle azzal érvel, hogy az eredeti vizsgálat amiatt nem meggyőző, mert az egyedi neuronok kvalitatív leírásán alapul és nem vette számításba a kisszámú, erősen tükör-szelektív neuront a motoros területekben. Más bírálatok szerint az idegsejt-tüzelési késedelemre alkalmazott mérési módszerek nem összeegyeztethetőek a standard reakcióidő-mérésekkel. Továbbá kifejtették, hogy ezidáig nem készült olyan tanulmány, mely azt bizonyítaná, hogy a motoros területek F5 régiójában bekövetkezett károsodás befolyásolná a cselekvés-felismerést. Ezen bírálatok alapján nem világos, hogy a tükörneuronok valóban egy jól elkülöníthető sejtcsoportot alkotnának. Továbbá az sem egyértelmű, hogy a tükörneuron-aktivitás egy teljesen egyedi válaszreakció lenne, vagy csak a motoros rendszer általános működésének mellékterméke. Valóban korlátozott ismeretek állnak rendelkezésre arról, hogy a majmok milyen mértékben mutatnak utánzásos viselkedést.

### Fejlődés
Embercsecsemőkön végzett szemmozgás-követéses vizsgálatok alapján arra lehet következtetni, hogy a tükörneuron-rendszer 12 hónapos kor előtt kifejlődik, és ez a rendszer segítheti a gyermeket mások cselekedeteinek megértésében. Fontos kérdés, hogy a tükörneuronok miként tesznek szert a ”tükröző” tulajdonságokra. Két szorosan kapcsolódó modell szerint a tükörneuronok Hebbian-féle vagy asszociációs tanulással szerzik meg képességüket. Meltzoff és Moore szerint azonban ha a premotoros neuronoknak a cselekvések elvégzése általi tréningre van szükségük ahhoz, hogy ”tükrözővé” váljanak, nem világos, hogyan képesek az újszülöttek utánozni mások arckifejezéseit (korábban nem látott cselekvések lemásolása). Az egyik lehetőség az lehet, hogy a kinyújtott nyelv látványa előhív egy öröklött kioldó mechanizmust az újszülöttekben. Körültekintő vizsgálattal kimutatták, hogy ennek az egy gesztusnak az utánzásával magyarázható majdnem az összes, újszülöttek által produkált arcjáték.

## Lehetséges funkciók

### Szándékok megértése
Számos kutatás feltételezi, hogy a tükörneuronok segítségével vagyunk képesek megérteni mások szándékait és céljait. Fogassi és munkatársai 2005-ben összesen 41, az inferior parietális lebenyben elhelyezkedő tükörneuron aktivitását rögzítették két rézuszmajomnál. Az inferior parietális lebenyt régóta olyan asszociációs kéregként tartják számon, amely a szenzoros információkat egységbe rendezi. A kísérlet során a majmok vagy azt figyelték, ahogyan az egyik kutató megfog egy almát és a szájához emeli, vagy azt, ahogy megfog egy tárgyat és azt egy csészébe helyezi.
- Összesen 15 neuron mutatott erőteljes aktivitást, miközben a majom az étel szájhoz emelését figyelte, azonban semmilyen aktivitás nem jelentkezett a tárgy asztalra helyezése során.
- Másik 4 idegsejt fordított viselkedést mutatott: aközben mutattak aktivitást, miközben a kísérletező az almát egy csészébe tette, anélkül, hogy megette volna.

A neuronaktivitást kizárólag a cselekvések fajtája befolyásolta, és nem a mozgatások során kifejtett erő. Továbbá nagy jelentőségű, hogy az idegsejtek tüzelése már azelőtt lejátszódott, mielőtt az állatok megfigyelték volna a cselekvés második szakaszát (a tárgy szájhoz emelése vagy csészébe helyezése). Ezekből következően az inferior parietális lebenyben található neuronok különböző módon kódolják ugyanazt az eseményt (tárgy megfogása) a cselekvés végső céljától függően. A tükörneuronok mintha megteremtenék az idegi alapot egy másik egyed későbbi cselekvéseinek megjósolására és szándékainak kikövetkeztetésére.

### Empátia
Stephanie Preston, Frans de Waal, Jean Decety és Vittorio Gallese egymástól függetlenül felvetették, hogy a tükörneuron-rendszer szerepet játszik az empátia kialakulásában. Nagyszámú funkcionális mágneses rezonancia.vizsgálat (fMRI), elektroenkefalográfiás- (EEG) és mágneses enkefalográfiás (MEG) vizsgálat bizonyítja bizonyos agyterületek (anterior insula, anterior cingularis kéreg és az inferior frontális kéreg) jelentős aktivitását akkor is, miközben valaki érzelmeket él át (undor, öröm, fájdalom…), és akkor is, amikor más személyen látják az érzelmeket. Azonban ezek az agyterületek nem esnek egybe azokkal a régiókkal amelyek a kéz mozdulatait tükrözik. Továbbá az érzelmekben és az empátiában szerepet játszó tükörneuronok eddig nem lettek felfedezve majmokban.
Christian Keysers és mtsai a Social Brain Lab-nél kimutatták, hogy azoknál az embereknél akik önmagukat együttérzőbbnek jellemezték, magasabb neuronaktivitás volt regisztrálható mind a kézmozgásokért felelős tükörneuron-rendszerben, mind pedig az érzelmekért felelős rendszerben. Ezzel további alátámasztást nyerhet a tükörneuronok empátiával kapcsolatos funkciója.

### Nyelv
Emberben, fMRI vizsgálatok alapján kimutatták, hogy a majmok tükörneuron-rendszerével homológ struktúrák találhatók az inferior frontalis kéregben, a Broca-terület közelében, amit az agy nyelvért felelős központjaként tartanak számon. Ebből arra a következtetésre jutottak, hogy az emberi nyelv egy gesztus-értelmező rendszerből alakult ki, amely a tükörneuron-rendszer működésén alapszik. A tükörneuronoknak tulajdonítják a következő képességeket: cselekvések értelmezése, az utánzásos tanulás és más emberek viselkedésének szimulációja. Ezt a feltételezést támasztja alá néhány citoarchitektonikai homológia a majom F5 premotoros területe és az emberi Broca-terület között. A szókincs növekedésének mértéke kapcsolatban áll a gyermekek azon képességével, mely során sokszor utánozzák egy szó hangzását, egészen addig, amíg el nem sajátítják a helyes kiejtést. Ez a jellegű ismételgetés gyorsan, automatikusan zajlik, és a beszédfelismerésért felelős agyterülettől elszigetelten. Ezen felül az ilyen szóutánzás nem igényel értelmezést, hasonlóan az echoláliához.
További bizonyítékot szolgáltat egy kísérlet, melyben két résztvevő agyát vizsgálták fMRI-vel, miközben szavakat kellett kézzel elmutogatniuk egymásnak egy kitalálós játék során. A gesztikulációt többen az emberi nyelv korai előfutárának tartják. Az adatok Granger-oksággal történő elemzése feltárta, hogy a megfigyelő személy tükörneuron-rendszerének aktivitása valóban tükrözte a jeleket küldő személy motoros területének aktivitás-mintázatát. Ez alátámasztani látszik a feltevést, miszerint a fogalmak gesztusokkal történő kifejezése során valóban a tükörneuron-rendszer tölti be a közvetítő szerepet.

### Autizmus
Egyes kutatók szerint a tükörneuron-rendszer működésének elégtelensége szerepet játszik az autizmusban. Egészséges gyermekek EEG vizsgálata során a motoros területek aktivitása alulműködést mutat, miközben a gyermek más személy mozgását figyeli. Ezt a jelenséget a tükörneuron-rendszer működésének tulajdonítják. Azonban az ilyen jellegű alulműködés nem található meg autista gyermekek esetén. Továbbá, autista gyermekeknél a tükörneuron-régiókban csökkent működés jelentkezik, miközben utánzást végeznek. Végül pedig, anatómiai eltéréseket találtak a tükörneuronokkal kapcsolatba hozható agyterületekben autizmus spektrum zavarokkal küzdő és egészséges felnőttek között. Ezek a kérgi területek rendre vékonyabbak voltak és az elvékonyodás mértéke korrelációban állt az autisztikus tünetek súlyosságával. Ez a korreláció szinte csak ezekre az agyterületekre korlátozódik. Ezekből a felfedezésekből számos kutató arra következtet, hogy az autizmus oka a tükörneuronok hiánya. Ez vezethet a szociális képességek zavarához, az utánzásban, empátiában és a tudatteóriában tapasztalható fogyatékosságokhoz.

### Tudatteória
Az elmefilozófiai irányzaton belül, a szimulációs elképzeléssel foglalkozók körében a tükörneuronok jelentik a tudatteória legmegfelelőbb magyarázatát. A tudatteória azt a képességünket jelenti, mellyel képesek vagyunk kikövetkeztetni mások tudatállapotát (hiedelmek, vágyak) tapasztalataink segítségével vagy a másik viselkedése alapján. Például, ha látunk valakit, aki egy „sütemények” feliratú dobozba nyúl, azt feltételezhetjük, hogy szeretne süteményt enni, akkor is, ha esetleg tudjuk, hogy a doboz üres.
Több egymással versengő modell próbálja leírni a tudatteóriánk létezésének okait. Ezek közül a tükörneuronokkal legjobban összefüggő szemlélet a szimulációs elképzelés. A szimulációs elképzelés szerint a tudatteória azért alakul ki, mivel tudat alatt beleéljük magunkat a megfigyelt személy helyzetébe. Továbbá az eltérések magyarázatára elképzeljük, hogy mi mit szeretnénk és mit gondolnánk a másik helyzetében. A tükörneuronokat tartják annak a szerkezetnek, aminek segítségével mások helyzeteit szimuláljuk magunkban, annak érdekében, hogy jobban megértsük cselekedeteiket, céljaikat. Emiatt, sokan a tükörneuronok felfedezésében a szimulációs-elmélet fiziológiai igazolását látják. Fontos megjegyezni, hogy a szimulációs elmélet egy évtizeddel a tükörneuronok felfedezése előtt alakult ki. Újabban a tudatteóriát és a szimulációt egymást kiegészítő rendszereknek gondolják, időben eltérő fejlődési lefolyással.

## Nemi eltérések
Igen vitatott kérdés, hogy létezik-e a nemek között eltérés az empátiát illetően. A képet jelentősen befolyásolják a sztereotípiák és a társadalmi kívánalmak. Azonban egy sor, Yawei Cheng által végzett vizsgálat kimutatta, hogy létezik nemi különbség a tükörneuron-rendszerben. A vizsgálatban több neurofiziológiai módszert alkalmaztak, köztük MEG-t és EEG-t, és mérték a gerincvelői reflex ingerlékenységét. Az eredmények szerint a nők magasabb fokú motoros ráhangolódást mutattak a férfiaknál.

## Kritika
Annak ellenére, hogy a tudományos közösségben sokakat izgalommal tölt el a tükörneuronok felfedezése, vannak kutatók, akik kétkedésüket fejezik ki a tükörneuronoknak tulajdonított képességek magyarázatával kapcsolatban. Greg Hickok, az UC Irvine kognitív idegtudósa szerint „nagyon kevés vagy semennyi bizonyíték nem támasztja alá a 'tükörneuron = cselekvés-értelmezés' elképzelést, azonban tekintélyes méretű bizonyíték áll rendelkezésre a teória ellen”. Hickok részletes elemzést publikált a felmerülő problémákról a "Nyolc probléma a cselekvés-értelmezés tükörneuron-magyarázatával majmokban és emberben.” című munkájában.

## Fordítás
- Ez a szócikk részben vagy egészben  a   Mirror neuron című angol Wikipédia-szócikk fordításán alapul.  Az eredeti cikk szerkesztőit annak laptörténete sorolja fel. Ez a jelzés csupán a megfogalmazás eredetét és a szerzői jogokat jelzi, nem szolgál a cikkben szereplő információk forrásmegjelöléseként.